# Robby Smets

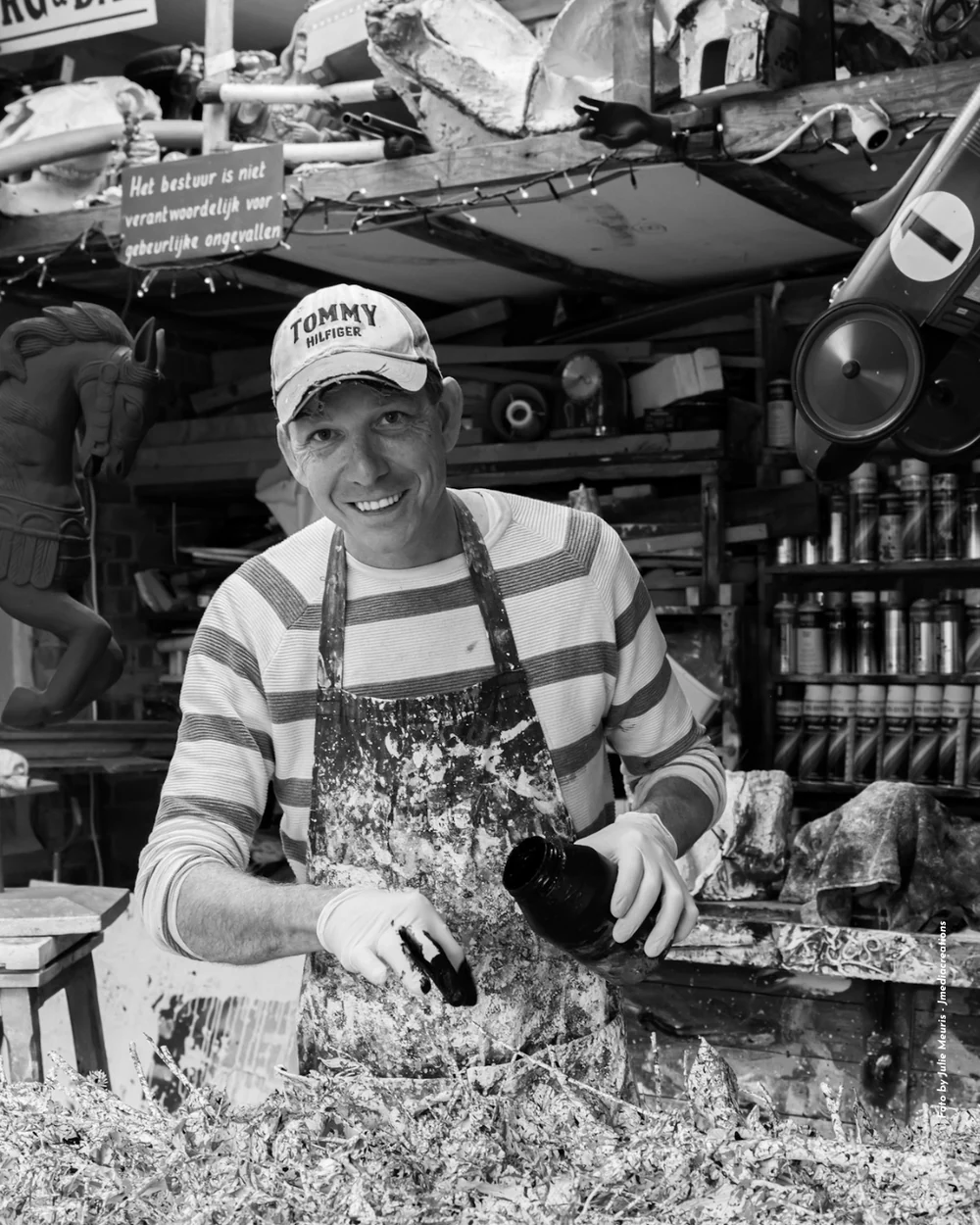
Robby Smets

Robby Smets (Genk,1982) is een Belgische beeldend kunstenaar. Hij maakt sculpturen, schilderijen en mixed media-werken waarin natuurmaterialen en speelse vormen centraal staan.

## Biografie
Robby Smets groeide op in Diepenbeek. Hij was van jongs af aan gefascineerd was door kunst, vorm en natuurlijke materialen. Zijn interesse voor handwerk, recyclage en de natuur vormen de kern van zijn latere artistieke praktijk.
Smets begon in 2005 eerder toevallig met kunst, toen hij zelf een schilderij maakte dat paste bij zijn interieur. Dit viel in de smaak bij bezoekers, die zelf ook een dergelijk werk wilden, waardoor Smets een toekomst zag in zijn kunst. In 2010 hield hij zijn eerst tentoonstelling in een verlaten kippenstal in Diepenbeek, die zeer succesvol verloop kende. Hij begon zich naast schilderijen en beelden vooral te richten op decoratieve kunst en kon regelmatig deelnemen aan tentoonstellingen, in onder meer Leuven, Hasselt, Knokke, Tremelo en Baal.
Sinds begin 2020 werkt Smets in zijn eigen atelier achter een bankkantoor in Tremelo. Hier creëerde hij zijn collecties, waaronder in 2021 de Obby’s en in 2024 de Obbientjes, speelse kunstobjecten die hun oorsprong vonden in een familieverhaal: zijn neefje en nichtje konden als kind "Robby" niet uitspreken en zeiden consequent "Obby".
Robby Smets stelt naast galerieën en reguliere exposities ook tentoon in openbare plaatsen, zoals in een restaurant en een boetiek.
In 2024, na de verhuis van het bankkantoor, startte Smets met de realisatie van een eigen galerieproject rond zijn atelier. De galerie zal zich niet beperkten tot een expositieruimte voor zijn werk, maar wordt ook een belevingsruimte waar kunst, natuur en ontmoeting samenkomen. Achter "The Gallery" is er ook "The Garden", waar bezoekers buiten kunst kunnen ontdekken in een natuurlijke setting.

## Stijl en werkwijze
Robby Smets werkt voornamelijk met natuurlijke en geüpcyclede materialen; hij hergebruikt afgeschreven voorwerpen voor het maken van een nieuw product met een andere functie, in dit geval kunstwerken. 
Zijn sculpturen en objecten combineren ruwe texturen met speelse en kleurrijke elementen. De rode draad in zijn oeuvre is zijn typische "Obby"-figuur, die in vele variaties opduikt.
Zijn creaties worden vaak omschreven als vrolijk, eigenzinnig en verrassend, maar dragen ook een onderliggende boodschap van duurzaamheid en herwaardering van vergankelijke materialen. 

## Collecties
- Obby’s en Obbientjes: speelse sculpturen gemaakt in gelimiteerde reeksen
- Eco Art: werken met focus op natuurlijke en geüpcyclede materialen
- Tutti Frutti: kleurrijke, expressieve kunstobjecten op basis van  papier-maché, acrylverf, strass en gerecycleerde antiek
- Splash Potti & Splash Vase: sculpturale vazen en objecten met dynamische vormgeving
- Bronzen Beelden & Beelden: unieke figuratieve en abstracte sculpturen

## Projecten en tentoonstellingen (selectie)
- Vaste expo in Gallery Woussen (Knokke)
- Exclusieve paviljoen-expositie in Kampenhout
- Boetiek Room for Style, Mechelen (2024)[9]
- Galerijproject in Tremelo (2024-2025)
- Huiskamerrestaurant Postelein, Keerbergen[10]
- Tijdelijke tentoonstellingen en pop-ups op diverse locaties in Vlaanderen